# El Cairo (Costa Rica)
El Cairo es un distrito del cantón de Siquirres, en la provincia de Limón, de Costa Rica.

## Historia
El Cairo fue creado el 19 de septiembre de 1911 por medio de Ley 11.

## Geografía
El Cairo cuenta con un área de 106,96 km² y una altitud media de 71 m s. n. m.

## Demografía
Para el año 2022, El Cairo cuenta con una población estimada de 6926 habitantes, y para el último censo efectuado, en 2011, El Cairo contaba con una población de 6082 habitantes.

## Localidades
Las localidades de acuerdo a la División Territorial Administrativa vigente son:
- Barrios: Francia
- Poblados: Ana, Bellavista, Boca Río Jiménez, Catalinas, Castilla, Cocal, Golden Grove, Josefina, Junta, Laureles, Louisiana, Milla 3, Milla 4, Milla 5, Milla 6, Ontario, Peje, Seis Amigos, Silencio.

Otras localidades y caseríos incluyen: Barrio Keith, Calle Fuentes.

## Transporte

### Carreteras
Al distrito lo atraviesan las siguientes rutas nacionales de carretera:
- Ruta nacional 32
- Ruta nacional 812